# Кейси, Томас Линкольн
Томас Линкольн Кейси, младший (англ. Thomas Lincoln Casey Jr.; 19 февраля 1857 — 6 февраля 1925) — американский военный инженер, полковник и энтомолог, крупный колеоптеролог, известный своими работами по жукам (Coleoptera). Он открыл и впервые для науки описал около 2 тысяч новых видов насекомых. Он был старшим сыном бригадного генерала Томаса Линкольна Кейси, старшего (1831—1896), который занимал должность начальника инженерных войск Корпуса инженерных войск армии США и руководил строительством монумента Вашингтона.

## Биография
Кейси родился 19 февраля 1857 года в Вест-Пойнте, штат Нью-Йорк в семье генерала Томаса Линкольна Кейси, старшего (1831—1896) и Эммы Уэйр (Emma Weir). Он пошёл по стопам отца и в 1875 году поступил в Военную академию США в Вест-Пойнте. Окончил её вторым в своём классе в 1879 году, после чего был назначен 2-м лейтенантом инженерного корпуса.
В июне 1881 года он был повышен до 1-го лейтенанта, а в июле 1888 года — до капитана. С 1895 года он занимался строительством укреплений в форте Монро и в районе Хэмптон-Роудс в Вирджинии. В июле 1898 года он был произведён в майоры и руководил установкой подводных мин для защиты Хэмптон-Роудс во время испано-американской войны. Затем он служил в Виксберге, штат Миссисипи, с 1899 по 1901 год, а с 1901 по 1906 год отвечал за благоустройство реки Миссисипи в Сент-Луисе, штат Миссури.
В 1906 году он был повышен до подполковника. В 1909 году он был повышен до полковника и назначен инженерным секретарём Совета маяков до 1910 года. Кейси вышел в отставку и уволился из армии 1 ноября 1912 года.
Умер 6 февраля 1925 года в Вашингтоне. Похоронен на Арлингтонском национальном кладбище. Микроскоп, которым Кейси пользовался во время своей долгой энтомологической карьеры, был похоронен вместе с ним.

## Научные труды
Кейси опубликовал множество научных работ по фауне и систематике жуков (Coleoptera). Его жизнь в качестве армейского инженера предоставила ему широкие возможности для путешествий и коллекционирования. Он был в Южной Африке в 1882—1883 годах, Калифорнии в 1885—1886 годах, Техасе в 1886 году, Род-Айленде в 1888 году, Нью-Йорке в 188—1893 годах, Виргинии в 1895—1899 годах, Миссисипи в 1901 году, Миссури в 1902—1906 годах, и Вашингтоне в 1907—1925 годах. Он собрал большую коллекцию путём личного сбора и покупки, и большая часть этой коллекции сейчас находится в Национальном музее США в Вашингтоне. Кейси был одним из крупнейших североамериканских колеоптерологов, и он описал больше видов, чем любой другой человек своего времени. Он опубликовал 76 работ, а самой важной его работой, вероятно, стала опубликованная им в частном порядке монументальная многотомная монография «Memoirs on the Coleoptera» (1910—1924). Он также был известен своим вкладом в астрономию.
Коллекция Кейси насчитывает почти 117 000 экземпляров, представляющих более 19 000 названных форм, и более 9 200 голотипов. Значительную часть из них составляют голотипы видов, относящихся к Staphylinidae. В период с 1884 по 1924 год Кейси опубликовал более 70 работ. Около 20 из них хотя бы частично касаются Staphylinidae (Aleocharinae, Steninae и другие), а некоторые являются крупным вкладом в их изучение. Кейси описал 1 805 видов и 248 родов Staphyinidae.

### «Memoirs on the Coleoptera»
- Volume: 1 (1910): 1—205, New Era Printing Co., Lancaster, Pennsylvania.
- Volume: 2 (1911): 1—259
- Volume: 3 (1912): 1—376
- Volume: 4 (1913): 1—388
- Volume: 5 (1914): 1—378
- Volume: 6 (1915): 1—450
- Volume: 7 (1916): 1—283
- Volume: 8 (1918): 1—416
- Volume: 9 (1920): 1—529
- Volume: 10 (1922): 1—520
- Volume: 11 (1924): 1—347

### Другие труды
- 1884. Contributions to the descriptive and systematic coleopterology of North America. 198 pp. Philadelphia, Collins Printing House. BHL
- 1884. Revision of the Stenini of America north of Mexico. Insects of the family Staphylinidae, order Coleoptera. 206 pp. Philadelphia: Collins Printing House.
- 1890 [1889]. Coleopterological notices. I. Annals of the New York Academy of Sciences 5: 39—198. BHL
- 1890a. Coleopterological Notices. II. Annals of the New York Academy of Sciences 5: 307—504.BHL
- 1891. Coleopterological Notices. III. Annals of the New York Academy of Sciences 6: 9—214.
- 1892. Coleopterological Notices. IV. Annals of the New York Academy of Sciences 6: 359—712.
- 1893 [1894]. Coleopterological notices, V. Annals of the New York Academy of Sciences 7: 281—606.
- 1895. Coleopterological notices. VI. Annals of the New York Academy of Sciences 8: 435—846. BHL
- 1897. Coleopterological notices. VII. Annals of the New York Academy of Sciences 9: 285—684. BHL
- 1905. A revision of the American Paederini. Transactions of the Academy of Science of St. Louis 15: 17—248.
- 1906. Observations on the staphylinid groups Aleocharinae and Xantholinini, chiefly of America. Transactions of the Academy of Science of St. Louis 16(6): 125—435. BHL
- 1907. A revision of the American components of the Tenebrionid subfamily Tentyriinæ. Proceedings of the Washington Academy of Science 9: 275—522. BHL